# Puchar Polski Strongman Harlem 2009
Puchar Polski Strongman Harlem 2009 – cykl indywidualnych zawodów polskich siłaczy, rozgrywanych w 2009 r.

## Finał - Kielce
Data: 14 sierpnia 2009 r.

Miejscowość: Kielce

WYNIKI ZAWODÓW:
| Miejsce | Zawodnik            | Punkty |
| ------- | ------------------- | ------ |
| 1.      | Robert Szczepański  | 55     |
| 2.      | Tomasz Nowotniak    | 40     |
| 3.      | Sławomir Toczek     | 39     |
| 4.      | Sławomir Orzeł      | 35     |
| 5.      | Sebastian Kurek     | 32     |
| 6.      | Tyberiusz Kowalczyk | 32     |
| 7.      | Przemysław Mościcki | 29     |
| 8.      | Michał Szymerowski  | 22,5   |
| 9.      | Gabriel Kowalski    | 14,5   |